# Vates boliviana
Vates boliviana är en bönsyrseart som beskrevs av Giglio-tos 1914. Vates boliviana ingår i släktet Vates och familjen Mantidae. Inga underarter finns listade i Catalogue of Life.